# FLiNaK

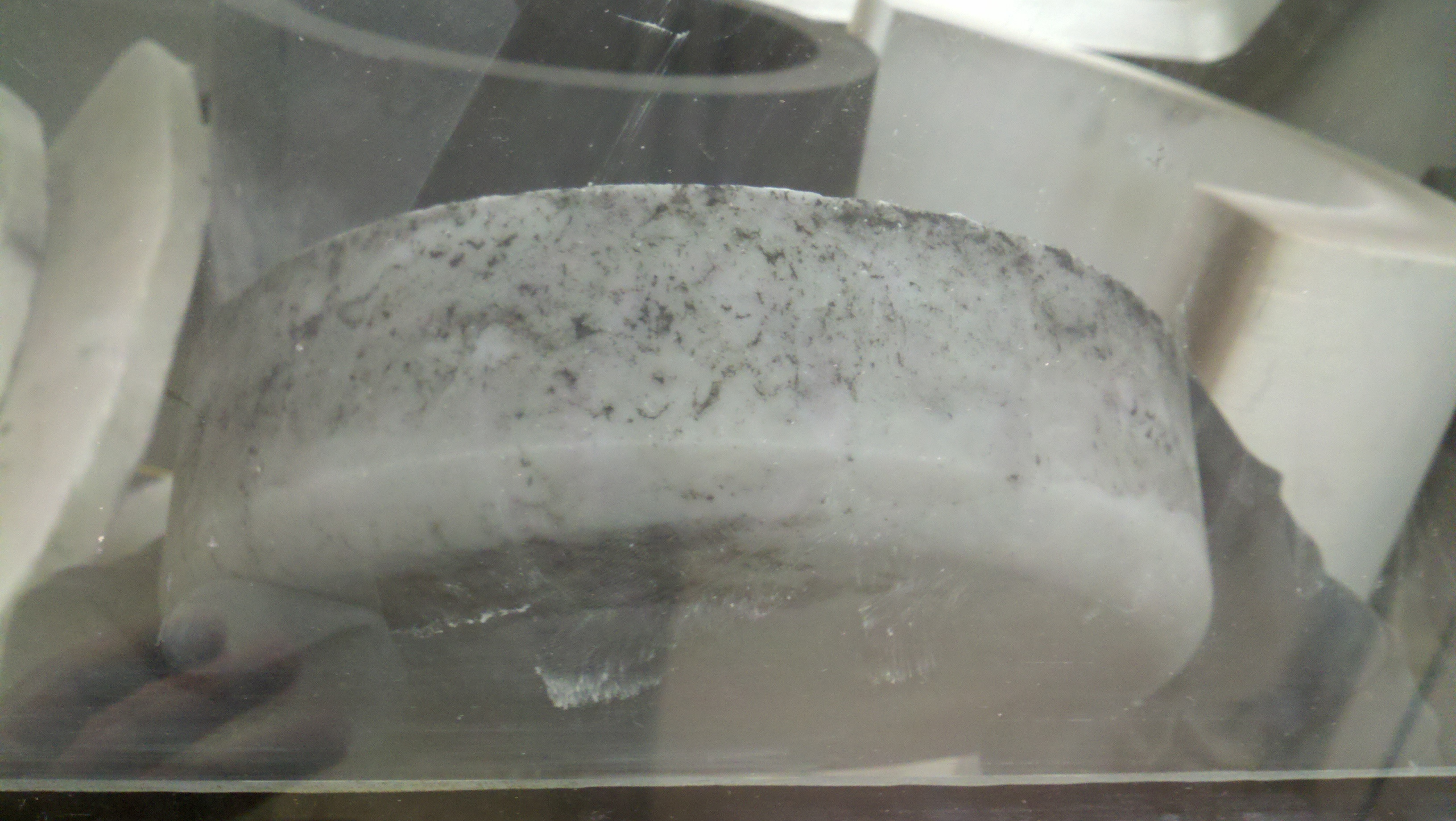
FLiNaK به صورت جامد، درون گلاوباکس قرار دارد. FLiNaK هنگام بلورین شدن تقریباً سفید خالص است، لکه‌ها و امواج سیاه این تصویر احتمالاً بخاطر گرافیت یا SiC حاصل از بوته ای است که برای ذوب نمک استفاده می‌شود.

FLiNaK نام مخلوط یوتکتیک سه تایی نمکِ فلورایدِ فلزات قلیایی، شامل LiF-NaF-KF با نسبت (۴۶٫۵-۱۱٫۵-۴۲ مول ٪) است و دارای نقطه ذوب ۴۵۴ درجه سانتیگراد و نقطه جوش ۱۵۷۰ درجه سانتیگراد است. این مخلوط به عنوان الکترولیت برای آبکاری فلزات دیرگداز و ترکیباتی مانند تیتانیوم، تانتال، هافنیم، زیرکونیوم و بوریدهای آنها استفاده می‌شود. FLiNaK همچنین می‌تواند به عنوان خنک‌کننده در راکتورهای با دمای بسیار بالا، که نوعی راکتور هسته ای است، مورد استفاده قرار بگیرد.

## همچنین ببینید
- رآکتور نمک گداخته
- FLiBe